# ستيوارت لويس إيفانز
ستيوارت لويس إيفانز (بالإنجليزية: Stuart Lewis-Evans) مواليد 20 أبريل 1930، كان سائق فورملا 1 بريطاني سابق كان قد بدأ مسيرته الاحترافية سنة 1957. كان أول سباق له هو جائزة بريطانيا الكبرى 1957. خاض خلال مسيرته 14 سباقاً.

## سباقات شارك فيها
- لو مان 24 ساعة
- بطولة العالم للسيارات الرياضية
- بطولة فورمولا 3 البريطانية